# 霓虹序列
《霓虹序列》，是中国游戏公司心源互动制作的横版动作肉鸽电子游戏，于2023年4月21日发布。

## 游戏系统
游戏以电子音乐作为主题，游戏的UI设计、场景、战斗中大量使用音波、音符等相关元素。游戏美术风格是霓虹配色的动漫画风。游戏的背景音乐为节奏感强的电子音乐，音乐中有以一段4拍为一个循环的鼓点声，每到第四个重拍时角色的技能图标会闪烁并发生变化，此时玩家释放技能则会强化技能效果；在角色释放大招后，背景音乐节奏更加强烈。
在游戏，玩家共有三名可操控角色，每个角色都有二次元立绘，实际操控的则为角色的Q版小人，三个在游戏中陆续解锁：初始角色莉莉娅能限时无限闪避，可以给闪避增加伤害；伊芙丽主打远程攻击，使用各种技能和控制效果；玛斯可以靠快速攻击造成爆发伤害，也能通过异常状态对敌人造成打击。游戏中的角色有中文和英文配音，每个角色有性格设计和情感表达，角色可跟NPC进行交互，用来解锁背景故事和获得NPC的回礼。
游戏有肉鸽游戏中常见的“构筑元素”，大体分为三大系统：“序列”系统：有烈焰、冰霜、雷霆等7个体系、上百种序列词条，不同体系的词条在一定条件下能诱发“融合词条”；“律动武装”系统：改变角色攻击和技能形态；“律动链接”系统：玩家可将在游戏中拿到组件进行装配，集齐后获得巨额加成效果。地图里会随机刷出扭蛋机、随机事件、趣味房间等风险与收益并存的事件。游戏中的补助站中可以替换角色的招式效果，可收集或购买道具来激活不同增益。

## 发行
2023年4月7日，游戏在哔哩哔哩发布首个预告视频。4月21日，游戏在Steam平台发售抢先体验版，玩家评价为特别好评，好评率为89%。游戏上线首周，官方保持几乎每天一次的更新频率，更新内容为根据玩家的反馈和建议所进行的优化和bug修复。5月25日，游戏进行首次大型更新，内容主要是解决如游戏难度曲线和数值等复杂问题，并增加了新的“序列”系统词条。
2023年6月，心源互动进行裁员，《霓虹序列》项目制作人员全部被裁撤。裁员后，游戏差评暴涨，玩家评价由“特别好评”降为“多半好评”。